# Routt megye
Routt megye az Amerikai Egyesült Államokban, azon belül Colorado államban található. Megyeszékhelye és legnagyobb városa Steamboat Springs. Lakosainak száma 24 829 fő (2020. április 1.). Routt megye Carbon, Jackson, Grand, Eagle, Garfield, Rio Blanco és Moffat megyékkel határos.

## Népesség
A megye népességének változása:
| Lakosok száma | 23 423 | 23 176 | 23 247 | 23 513 | 24 130 | 24 829 |
|               | 2010   | 2011   | 2012   | 2013   | 2015   | 2020   |